# Brijeg (Czarnogóra)
Brijeg (cyr. Бријег) – wieś w Czarnogórze, w gminie Plužine. W 2011 roku liczyła 51 mieszkańców.